# 가모 모토테루
가모 모토테루(일본어: 加茂元照, かも もとてる, 1930년 ~ )은 일본의 조류수집가이자 원예사이다.

## 생애
일본 후지화조원.고베화조원.마쓰에화조원.가케가와화조원.가모장화조원 회장.
신품종의 화훼 7000여종 보유.
세계 아이리스 소사이어티 회원.
상하이 엑스포 대상.
일본 도쿄 도시 녹지 페어 대상수상.
그외 각종 국제적인 화훼대회 수상.
김정일화를 만들었다고 한다.

## 저서
- 『ザ・フクロウ 飼い方&世界のフクロウカタログ』 하타노 요와 공저. 誠文堂新光社、2004.4
- 『フクシア』 (NHK趣味の園芸よくわかる栽培12か月)　시노가타니 다카시와 공저. 日本放送出版協会、2001.5. ISBN 4140401729, ISBN 978-4140401729